# Operation Maritime Monitor
Die Operation Maritime Monitor war eine militärische Operation der NATO. Sie richtete eine Sperrzone im Seegebiet vor Bosnien-Herzegowina während des Balkankonflikts ein.

## Geschichte
Vor dem Hintergrund von Waffenschmuggel in die Bürgerkriegsregion beauftragte der UN-Sicherheitsrat mit der Resolution 757 vom 30. März 1992 die NATO mit der Durchführung der Überwachung des Seegebiets vor der Küste Jugoslawiens. Die Mission sah nur überwachende Funktionen vor, keinen Einsatz von Offensivwaffen. 1993 wurde die Nachfolgeoperation Maritime Guard geschaffen, die nun über ein Durchsetzungsmandat verfügte.